# 紐西蘭童軍
紐西蘭童軍（英語：Scouts New Zealand），官方名稱為紐西蘭童軍總會，為紐西蘭的國家童軍總會，1953年起為世界童軍運動組織的成員。2015年，紐西蘭童軍總會擁有15,329名會員。
紐西蘭童軍總會的計畫強調保護自然資源。其童軍成員會在自然災害發生時協助救災，如使用沙袋防堵河水氾濫。

## 歷史

2008年以前的會徽

1923年，英國童軍總會於紐西蘭成立分部，依據其政策、組織與規則重新組織童軍活動，而且也成立了幼童軍與羅浮童軍。1941年，英國童軍總會紐西蘭分部改組成為「社團法人童軍總會（紐西蘭分部）」（The Boy Scouts Association (New Zealand Branch), Incorporated），1956年改名為「紐西蘭童軍總會」（The Boy Scouts Association of New Zealand）。隨後該組織使用了「紐西蘭童軍」（Scouts New Zealand）的稱呼。1953年，紐西蘭分部直接成為世界童軍運動組織的會員。
1963年，正式引入冒險者童軍。
1976年，首次有女性以試驗性質，成為冒險者童軍成員。1979年，冒險者童軍正式成為男女混合的年齡階段。1987年，童軍階段改為男女混合，隨後於1989年向下延伸到幼童軍階段。